# Joel Ekstrand
Lars Hening Joel Ekstrand (født 4. februar 1989 i Lund, Sverige) er en svensk tidligere fodboldspiller (forsvarer).
Ekstrand spillede to kampe for Sveriges landshold, og var professionel i både den italienske Serie A og i flere klubber i England.